# Letalsko gorivo
Letalsko gorivo je vrsta goriva, ki ga uporabljajo zrakoplovi. Obstaja več vrst letalskih goriv: kerozin (JET A-1, JET A, JET B), letalski bencin (AVGAS 100LL, AVGAS 115/145), ki ga odlikuje izredno nizka temperatura plamenišča in visoka odprtost proti klenkanju, avtomobilski bencin (MOGAS) in drugi. Letalska goriva morajo ustrezati mednarodnim standardom, kot je ASTM (American Society for Testing and Materials).
Da ne bi prišlo do nenamernega polnjenja z napačnim gorivom je premer odprtine za letalski bencin največ 60 mm. Polnila cev ima premer 40 mm (49 mm v ZDA). Letalski bencin je tudi obarvan medtem, ko je kerozin brez barve oziroma rahlo rumen.
Za letalske bencine je značilno, da pri njih imensko število pomeni MON število, torej oktansko število pri revni zmesi (npr 100LL ima 100 oktanov pri revni zmesi oz. 130 pri bogati zmesi). Avtomobilska oktanska števila, se v primerjavi z letalskimi oktanskimi števili podajajo glede na število oktanov RON pri bogati zmesi, 100 oktanski letalski bencin ustreza približno oznaki RON 130 oktanov ali obrnjeno RON 95 oktanski avtomobilski bencin nudi samo okoli MON 85 oktanov pri revni zmesi, kot bi jih podali, če bi gorivo uporabljali v letalstvu.
Energijska vrednost letalskih goriv:
- Bencin AVGAS 100LL (svetovno razširjen) 43,68 MJ/kg, gostota pri 15°C 720  kg/m3
- Bencin AVGAS 115/145 (po naročilu) 44 MJ/kg, gostota pri 15°C 720  kg/m3
- Kerozin JET A-1 (Evropa) 43,15 MJ/kg, gostota pri 15 °C je 804 kg/m3
- Kerozin JET A (ZDA) 43.02 MJ/kg, gostota pri 15 °C je 820 kg/m3
- Kerozin JET B (Kanada, Aljaska, Sibirija) 43,4 MJ/kg, gostota pri 15 °C je 764 kg/m3

## Kerozin (JET)
Turbinsko gorivo mora imeti nizko viskoznost pri nizki temperaturi, imeti določeno gostoto in določeno kurilno vrednost. Goreti mora čisto in biti kemično stabilno pri velikih temperaturah. Mora imeti tudi nizko vnetljivost in biti kar se da varno za rokovanje. Primer takega goriva je kerozin. Uporabljajo ga praktično vsi turbinski motorji, ki je na voljo pri skoraj vsakem večjem letališču. Tako reaktivna, turbopropelerska letala in turbogredni helikopterji po vsem svetu, uporabljajo isto gorivo. Batni dizel motorji v manjših športnih letalih delujejo na kerozin, ki je cenejši od letalskega bencina, vendar so takšna letala bolj izpostavljena nizko frekvenčnimi vibracijami in ostalim težavam zaradi česar ti motorji niso priljubljeni, posebej izven Evrope jih skoraj ne uporabljajo. Kerozin je bolj občutljiv na pogoje skladiščenja kot letalski bencin in v kerozinu se lahko zaredijo mikroorganizmi, kar v bencinu ni nevarno. Mikroorganizmi, ki jih najdemo v letalskih reaktivnih gorivih, vključujejo bakterije, kvasovke in glive. Ko ti mikroorganizmi rastejo, tvorijo trdne ostanke, ki učinkovito zamašijo filtre za gorivo. Nekateri mikroorganizmi proizvajajo tudi kisle stranske produkte, ki lahko pospešijo korozijo kovin. 
V ZDA se porabi približno 75 milijonov USGal oz. 283,875 m3 letalskega JET goriva na dan, kar je približno za faktor 167 krat več kot se porabi letalskega bencina 100LL AVGAS. 

## Letalski bencin (AVGAS)
Letalski batni motorji za gorivo uporabljajo letalski bencin (AVGAS aviation gasoline). Svetovno najbolj razširjen je AVGAS 100LL, z oktanskim številom 130 in vsebnostjo tetraetilsvinca. Vso letalsko gorivo izdelujejo po strogih kakovostnih standardih zaradi zmanjšanja napak delovanja motorjev. 100LL ima višje oktansko število kot avtomobilski bencin, predvsem zaradi zmanjšanja klenkanja (predetonacije), kar bi lahko poškodovalo motor. Letalski batni motorji delujejo pri nižjih kompresijskih razmerjih kot avtomobilski motorji. Avgas tudi manj maže vžigalne svečke. AVGAS100LL vsebuje svinčev tetraetil za dosego tako visokih oktanskih števil, kar so pri avtomobilskem gorivu že opustili.  
Letalskega bencina se v primerjavi s kerozinom porabi samo 0,5% glede na kerozin. V ZDA se porabi približno samo 0,1% letalskega bencina (0,45 milijonov USGal oz. 1700 m3) od vseh vrst bencinov (392 milijonov USGal oz. 1,483,720 m3).  
Zgodovinsko gledano se je leta 1944 porabilo 25 milijonov USGal AVGAS bencina na dan zaradi vojne (A-20, A-26, B-17, B-24, B-25, B-26, B-29, C-47, P-38, P-40, P-47, P-51), po vojni je poraba padla na 5 milijonov USGal na dan in do leta 1957 narasla na 14 milijonov USGal AVGAS-a na dan, ko je bilo število batnih potniških letal na vrhuncu s porabo med 380 do 2200 litrov na uro AVGASA (Boeing 377, DC-3, DC-6, DC-7, C-54, Convair C-131, Convair CV-240, Lockheed Constellation, Martin 4-0-4, Vickers VC.1) na vrhuncu. Leta 1970 je poraba AVGAS-a znašala tako še samo 5 milijonov USGal AVGAS-a na dan in leta 2000 še samo 0.8 milijona USGal AVGAS-a na dan, leta 2015 pa je padla na skromnih 0.45 milijona USGal AVGAS-a na dan. Neglede na padajočo karakteristiko se pričakuje, da se bo poraba počasi stabilizirala, kajti še vedno so v proizvodni nova letala (npr: Bonanza, Baron, Cessna 206, Cirrus SR22, Malibu Mirage, Seneca, Seminole) z porabo goriva med 60-140 litri na uro AVGAS-a. 
| Ime           | Barva      | Oktani  | Energetska vrednost | Tetraetil- svinec | Etanol | Status                      | Standard         |
| ------------- | ---------- | ------- | ------------------- | ----------------- | ------ | --------------------------- | ---------------- |
| AVGAS 80      | rdeč       | 80/87   | 43,5 MJ/kg          | 0.5ml TEL/USGal   | 0%     | izven proizvodnje 1937-1989 |                  |
| AVGAS UL 91   | brezbarven | 91/95   | 43,5 MJ/kg          | 0 ml TEL/USGal    | 0%     | 1991-danes                  | ASTM D7547       |
| AVGAS 100     | zelen      | 100/130 | 43,5 MJ/kg          | 4 ml TEL/USGal    | 0%     | izven proizvodnje 1942-1972 |                  |
| AVGAS 100LL   | moder      | 100/130 | 43,5 MJ/kg          | 2 ml TEL/USGal    | 0%     | 1972-danes                  | ASTM D910        |
| AVGAS 115/145 | vijoličast | 115/145 | 44 MJ/kg            | 4.6 ml TEL/USGal  | 0%     | 1944-danes                  | ASTM D910        |
| AVGAS B91/115 | zelen      | 91/115  | 42,9 MJ/kg          | 6.7 ml TEL/USGal  | 0%     | 1972-danes                  | GOST 1012-72     |
| MOGAS 95      | brezbarven | 85/95   | 42 MJ/kg            | 0 ml TEL/USGal    | 5%+    | 1998-danes                  | ASTM D4814 EN228 |

Razširjenost
- AVGAS 80 - izven proizvodnje
- AVGAS UL 91 - se uporablja za ultralahka letala z motorji Rotax ASTM D 7547
- AVGAS 100  - izven proizvodnje zamenjal ga je 100LL
- AVGAS 100LL moder - se uporablja po vsem svetu za motorje Lycoming, Continental ameriški standard ASTM D 910
- AVGAS 115/145 vijoličast - za letalske dirke in vojaška bojna letala za prisilno polnjenje motorje Pratt & Whitney, Wright, RR Merlin, BMW
- AVGAS B91/115 - za radialne motorje ASh-62 in AI-14 ustreza ruskim normativom GOST 1012-72
- MOGAS 95 brezbarven - množično razširjen na vseh bencinskih servisih za avtomobile in ne certificirane motorje Rotax ustreza normativom EN 228

Oznaka npr. 100/130 pove oktansko število in sicer pri revni mešanici 100 (lean mixture) in pri bogati mešanci (rich mixture) 130. Pilot z ročico izbira mešanico, ko se letalo vzpenja na višjo višino je potrebno zmanjšati mešanico na revnejšo zaradi manjše gostote zraka, če nima prisilnega polnjena.

## Avtomobilski bencin (MOGAS)
Večino ultralahkih letal poganja navadni avtomobilski bencin (angleško motor gasoline), zelo razširjen je motor ROTAX 912. Slednji motor sam nastavlja mešanico za bolj optimalno delovanje, pri motorjih na 100LL piloti skoraj vedno letijo za zelo bogato mešanico.

## Alternativna goriva
Letalski motorji, tako batni, kot turbinski, lahko delujejo na več vrst goriv. Izvedli so lete z bio gorivi brez nobenih tehničnih težav. Zaradi velike kurilne vrednosti so bolj primerna oljnata goriva, ki so tudi po sestavi precej podobna kerozinu, možna je tudi uporaba alkohola (etanola), vendar z manjšim doletom pri slednjem.
Rusi so uspešno testirali Tu-206z zemeljskim plinom. Precej so povečali prostornino trupa zaradi manjše gostote zemeljskega plina in velikega volumna. 
Obstajajo tudi načrti za vodikovo letalo (kurilna vrednost 140 MJ/kg, 3,5x več kot kerozin), vendar je tukaj še večji problem s hranjenjem, predvsem zaradi velike prostornine tudi pri kriogeničnih pogojih. 
Na zemlji so Američani in Rusi testirali tudi reaktivni pogon, ki je imel jedrski reaktor kot vir toplote. Imel bi skoraj neomejeni dolet in trajanje poleta. Vendar je tukaj velik problem sevanja na posadko in okolico, ter problemi v primeru strmoglavljenja.